# Arado Ar 68
O Arado Ar 68 foi o último caça monolugar biplano operado pela Alemanha e entrou em serviço no verão de 1936 como sucessor do Heinkel He 51. O Ar 68 era um típico caça biplano de última geração. Seu design era limpo, com alta potência de motor e sistema de trem de pouso principal em cantiléver. Mas permaneceu em serviço somente até 1938, quando foi substituído pelo Messerschmitt Bf 109.
Os dois principais modelos, em ordem de entrada em serviço, foram o Ar 68F-1 e o Ar 68E-1, que foi a versão de produção principal, com propulsão revisada de um motor Junkers. No início da Segunda Guerra Mundial, o Ar 68 retornou ao serviço como caça noturno provisório, mas a partir da primavera de 1940, foi usado somente para treinamento inicial de combate e voo avançado.

## História
O Ar 68 foi um caça produzido essencialmente devido ao rearmamento da nova Luftwaffe, a força aérea da Alemanha Nazi. Foi projetado para substituir o biplano Heinkel He 51 na Luftwaffe, como substituto do biplano Arado Ar 65. Mais tarde, tornar-se-ia no último biplano a ser usado em combate pela Luftwaffe.

### Construção e avaliação
No Arado Ar 68, as rodas eram embutidas em pára-lamas removíveis, as asas possuem corda e espaçamento desigual, estrutura de madeira com emplacamento de compensado e lona, com estrutura interplano tipo N. A fuselagem era de estrutura de tubos de aço coberta de lona no topo e na parte frontal das secções e painéis de metal. O leme vertical ligava-se ao leme da aleta formando o desenho característico dos aparelhos construídos pela Arado, com perfil alto e os ailerons nas asas superiores que possuía uma área generosa. Todas as superfícies de controle eram balanceadas dinamicamente.
O primeiro protótipo, Ar-68 D-IKIN, com o motor BMW V1d doze cilindros, 750 hp refrigerado a líquido que fornecia potência constante de 550 hp. Embora o aparelho desenvolvesse boa característica de voo, sua performance ficou abaixo do esperado e o segundo protótipo, Ar-68b D-IVUS, recebeu o novo motor Junkers Jumo 210 de doze cilindros invertido, resfriado a líquido e 610 hp. Este motor tinha a vantagem sobre o motor BMW de manter a potência em grandes altitudes e uma melhor visibilidade para o piloto como resultado dos cilindros invertidos.
Um novo problema surgiu devido ao arrasto provocado pelo desenho do radiador frontal que foi corrigido no terceiro protótipo, Ar-68c ou V3 D-IBAS, obtendo uma performance superior ao requerimento original. O Ar-68 V3 foi o primeiro protótipo a ser armado com duas metralhadoras MG 17 de 7.9mm colocados sobre a capota do motor, sendo o precursor do Ar-68c de produção. O insuficiente número de motores Jumo 210 causou a reversão para o motor BMW V1 que equipou o modelo Ar-68d ou V4 D-ITAR.
O quinto protótipo, Ar-68e D-ITEP, entretanto, foi equipado com o motor Jumo 210 em antecipação ao padrão estabelecido e ao fornecimento regular destes motores. Neste ínterim o modelo Ar-68F equipado com motor BMW entrou em produção, saindo um pequeno lote. Para aqueles que pilotaram o He-51 e o Ar-68, este último mostrou-se superior, mas o comando da Luftwaffe não se convenceu e permaneceu relutante em reequipar seus esquadrões de caças com outro biplano. Em janeiro de 1936, Ernst Udet foi chamado para assumir o comando da divisão técnica da Luftwaffe e pouco depois firmou a decisão concernente ao Ar-68. Udet já era famoso na primeira guerra mundial, piloto acrobático e que pessoalmente pilotava os novos modelos de aviões, fazendo uma avaliação pessoal.
O seu trabalho foi valioso para a organização e desenvolvimento da nova arma aérea alemã. À sua maneira, Udet organizou um combate simulado entre o He-51 e o Ar-68, sendo o primeiro pilotado por um expert e o segundo por ele mesmo. O resultado desta contenda foi que o Ar-68 bateu o He-51 em todos os quesitos. No final do verão de 1936, o I/JG 134 Horst Wessel e o I/JG 131 foram as primeiras unidades a serem reequipadas com o modelo Ar-68F-1.

### Produção e uso
Na primavera de 1937, o Ar-68E entrou em produção seriada graças a disponibilidade do motor Jumo 210 de 690 hp. O armamento permaneceu o mesmo, apenas duas metralhadoras MG 17, e ao custo da redução da performance, colocaram-se racks em baixo da fuselagem para a fixação de seis bombas de 10 kg (22 lb). Na época planejava-se equipar sete Jagdgruppen com o Ar-68 e cinco com o He-51, mas a retirada de serviço destes modelos foi acelerada devido ao resultado dos combates durante a guerra civil espanhola na qual evidenciou-se a superioridade dos caças monoplanos Polikarpov I-16 dos republicanos.
Em 1938 o Ar 68E foi empregado como caça de intercepção noturna pelo Grupo 9 liderado pelo Capitão Javier Murcia estacionado no aeródromo de La Cernia. Apesar do Ar-68E ser ultrapassado pelos novos Messerschmitt 109 que começaram a chegar à frente de combate, ele passou por algumas alterações e aperfeiçoamentos. O Ar-68G foi projetado para atingir um maior teto mas não passou de protótipo devido a falta de motores disponíveis. O último protótipo foi o Ar-68H D-ISIX equipado com o motor radial BMW 132 de 850 hp e nove cilindros refrigerado a ar que incrementou consideravelmente a velocidade máxima em 65 km/h (40 mph). Outra novidade foi o par extra de MG 17 instaladas na asa superior e uma cabina fechada.
Paralelamente ao seu aperfeiçoamento foi desenvolvida uma versão para operar no futuro porta-aviões Graf Zeppelin. O Ar 197 era similar ao Ar 68 e previa a motorização de um Daimler-Benz DB 600A de doze cilindros e refrigerado a líquido. Dois protótipos foram construídos, um com motor DB 600A e outro com o radial BMW 132J de nove cilindros e hélice de três pás. O primeiro modelo Ar 197 D-IVLE foi equipado com gancho de pouso e trem de aterragem reforçado. O terceiro protótipo que voou no verão de 1937 com o motor mais potente BMW 132Dc radial foi armado com duas MG 17 e duas MG FF de 20mm na asa superior. Também tinha o rack instalado podendo levar 4 bombas de 50 kg (110 lb) e um tanque auxiliar ou lançador de fumaça em baixo da fuselagem. Este último protótipo foi entregue a E-Stelle Travemünde para testes mas não chegou a ser produzido. Um novo projeto de conversão para o Me-109 navalizado (Me-109T) deteve os planos de produção.
No início da segunda guerra mundial, em setembro de 1939, muitos dos Ar 68 foram transferidos para as escolas de pilotagem, mas alguns foram retidos durante um curto espaço de tempo para operar nas unidades 10(N)/JG 53, 10(N)/JG 72 e 11(N)/JG 72 de caça noturno.